# Frenetik
Frenetik (Evere, 16 december 1998) is de artiestennaam van David Elikya, een Belgische rapper en hiphop-artiest. Zijn artiestennaam is geïnspireerd op het Franse woord frénétique ('uitzinnig').Hij staat onder contract bij het label Epic Records France, onderdeel van Sony Music France.

## Biografie
Frenetik groeide op in Brussel waar hij in 2015 in een kleine opnamestudio zijn eerste nummers opnam. Hij haalde inspiratie voor zijn muziek uit Amerikaanse hiphop-artiesten zoals Tupac Shakur en The Notorious B.I.G. en Franstalige artiesten zoals Gandhi, Lino, Youssoupha en Kery James. In 2019 bracht hij zijn eerste single Trou Noir uit. Niet veel later dat jaar lukte het Frenetik ook om voor het eerst professioneel op te treden in Tour à Plomb, een cultureel centrum in Brussel.
In 2020 kwam zijn eerste EP uit met de titel Brouillon. Hij werkte dat jaar ook samen met Brusselse rapper Zwangere Guy aan het nummer Ici c BX, een samenwerking die de Nederlandstalige en Franstalige rap in Brussel combineert. Verder dat jaar verscheen Frenetik ook op het Berlijnse platform COLORS, waar hij het nummer INFRAROUGE bracht in samenwerking met de Belgische producer Chuki Beats.
In 2021 volgt zijn eerste album genaamd 'Couleurs du jeu'. Op 8 april 2022 bracht hij het album 'Mouvement Historique' uit. Niet veel later dat jaar, op 23 september, bracht hij ook het album 'Rose noire' uit.